# Pallavolo agli XI Giochi asiatici
La pallavolo agli XI Giochi asiatici si è disputata durante l'XI edizione dei Giochi asiatici, che si è svolta a Pechino, in Cina, nel 1990.

## Podi
| Evento                         | Oro  | Argento       | Bronzo   |
| Pallavolo maschile (dettagli)  | Cina | Corea del Sud | Giappone |
| Pallavolo femminile (dettagli) | Cina | Corea del Sud | Giappone |